# Президентство Масуда Пезешкиана
Президентство Масуда Пезешкиана — деятельность Масуда Пезешкиана на посту президента Ирана. Началось 28 июля 2024 года, когда он официально вступил в должность после победы на президентских выборах 2024 года.
Пезешкиан, известный как реформист и бывший министр здравоохранения в администрации Мохаммада Хатами, стал первым президентом-реформистом за последние годы, что вызвало значительный интерес как внутри страны, так и за ее пределами. Его избрание произошло в условиях сложной социально-экономической и политической ситуации в Иране, включая последствия международных санкций, внутренние протесты и напряженные отношения с Западом.

## Президентские выборы 2024 года
Президентские выборы в Иране в 2024 году стали досрочными и были назначены после гибели президента Ибрахима Раиси в вертолётной катастрофе 19 мая 2024 года. В результате аварии погибли также министр иностранных дел Хосейн Амир Абдоллахиян и ещё шесть человек. Выборы проходили в два тура — 28 июня и 5 июля — и завершились победой реформатора Масуда Пезешкиана, который набрал 53,6% голосов во втором туре, опередив консервативного кандидата Саида Джалили (44,3%).

### Первый тур: поляризация и низкая явка
Первый тур выборов, состоявшийся 28 июня, не выявил явного победителя. Пезешкиан, единственный кандидат от реформистского крыла, получил около 42,45% голосов, в то время как его основной соперник, консерватор Джалили, набрал 38,61%. Другие участники — спикер парламента Мохаммад Багер Галибаф и бывший министр внутренних дел Мостафа Пурмохаммади — получили значительно меньше голосов (14% и 0,8% соответственно).
Явка в первом туре составила всего около 40%, что стало самым низким показателем со времён Исламской революции 1979 года. Низкая активность избирателей была воспринята как признак разочарования в политической системе, особенно после жестокого подавления протестов 2022 года, вызванных смертью Махсы Амини. Верховный лидер Али Хаменеи призвал к «максимальной» явке, отвергая предположения, что абсентеизм свидетельствует о неприятии его правления.

### Второй тур: мобилизация реформаторов
Поскольку ни один кандидат не преодолел 50%-ный барьер, 5 июля состоялся второй тур, в котором участвовали Пезешкиан и Джалили. Реформистскому кандидату удалось увеличить свою поддержку, набрав 16 384 403 голоса (53,6%), тогда как Джалили получил 13 538 179 голосов 44,3%). Явка во втором туре выросла до 49,8%, что частично объяснялось активной кампанией в СМИ, призывавших граждан голосовать.
Ключевыми факторами победы Пезешкиана стали:
1. Критика полиции нравов: Он выступал за реформу органов, отвечающих за соблюдение исламского дресс-кода, и требовал расследования смерти Махсы Амини[2][3];
2. Экономические обещания: Пезешкиан акцентировал необходимость снятия санкций через возобновление ядерной сделки 2015 года, что, по его мнению, улучшило бы жизнь населения[3][4];
3. Умеренная риторика: В отличие от Джалили, который придерживался жёсткой антизападной позиции, Пезешкиан выступал за диалог с США и ЕС, хотя и подчёркивал лояльность Хаменеи[4][5].

### Реакция
Победа Пезешкиана была встречена неоднозначно. Его поздравили российский президент Владимир Путин и власти Саудовской Аравии, однако большинство западных стран воздержались от поздравлений. 30 июля 2024 года в Тегеране состоялась церемония инаугурации, на которой присутствовали представители более 80 стран, но ключевые западные дипломаты отсутствовали.  
Несмотря на реформистскую риторику, эксперты сомневались, что Пезешкиан сможет радикально изменить курс Ирана, поскольку реальная власть остаётся у верховного лидера и Корпуса стражей исламской революции (КСИР). Тем не менее его избрание рассматривалось как возможный шаг к смягчению внутренней политики и подготовке к будущему транзиту власти после ухода Хаменеи.  

## Церемония инаугурации
Церемония инаугурации Масуда Пезешкиана в качестве 9-го президента Исламской Республики Иран состоялась 30 июля 2024 года в Тегеране. Мероприятие прошло в здании парламента (Меджлиса) и транслировалось в прямом эфире государственными телеканалами. На церемонии присутствовали высшие должностные лица страны, включая Верховного лидера Али Хаменеи (который не присутствовал лично, но направил официальное послание), председателя судебной власти Голям-Хоссейна Мохсени-Эджеи, членов Совета стражей конституции, командование Корпуса стражей исламской революции (КСИР), а также дипломаты из более чем 80 стран, включая Россию, Китай, Турцию и страны Персидского залива.

### Основные этапы церемонии

#### Принесение присяги
Пезешкиан официально вступил в должность, принеся присягу перед Меджлисом и Советом стражей конституции. Текст присяги, закрепленный в ст. 121 Конституции Ирана, включает обязательство защищать исламские ценности, соблюдать законы страны и служить народу. После этого председатель судебной власти вручил ему указ о назначении, подписанный Верховным лидером.

#### Речь нового президента
В своей первой официальной речи Пезешкиан подчеркнул преемственность курса Исламской Республики, но также обозначил приоритеты своей администрации:
1. Экономические реформы — борьба с инфляцией (которая в 2024 году превышала 40%), создание рабочих мест и снятие санкций через возобновление переговоров по ядерной сделке 2015 года[9][10];
2. Социальная политика — смягчение контроля за соблюдением дресс-кода и реформа полиции нравов, что стало ответом на протесты после смерти Махсы Амини в 2022 году[8][11];
3. Внешняя политика — развитие отношений с соседними странами, включая Саудовскую Аравию (нормализация отношений с которой началась в 2023 году), а также стратегическое партнерство с Россией и Китаем в рамках БРИКС и ШОС[12][13].

#### Международная реакция
Поздравительные телеграммы поступили от президента России Владимира Путина, который назвал Иран «ключевым партнером», и саудовского короля Салмана, что отразило улучшение отношений между Тегераном и Эр-Риядом. Однако представители США и ЕС ограничились нейтральными заявлениями, выразив скептицизм относительно реальных изменений в политике Ирана.

### Символические жесты и критика
На церемонии присутствовали представители азербайджанской и курдской общин, что подчеркивало этническое происхождение Пезешкиана (его отец — азербайджанец, мать — курдянка). Это стало сигналом к большей интеграции национальных меньшинств, хотя критики отмечали, что ключевые посты в правительстве остались за персоязычными шиитами.
Несмотря на обещания гендерного равенства, в составе новой администрации не было объявлено о назначении женщин на высокие должности, что вызвало разочарование у активистов.

## Внутренняя политика
Пезешкиан сформировал так называемое "правительство национального единства", в которое вошли как реформаторы, так и представители консервативного крыла. Это решение было согласовано с Верховным лидером и отражает стремление Пезешкиана к консенсусу среди различных политических сил в стране. По словам самого президента, его кабинет министров считает себя «правительством всего народа Ирана».

### Социальная политика и права женщин
Одним из ключевых элементов внутренней политики Пезешкиана стало смягчение некоторых социальных ограничений, особенно в отношении прав женщин. Во время избирательной кампании он выступал за большую свободу для женщин, включая критику обязательного ношения хиджаба, хотя и не предлагал его полной отмены. В знаковом шаге Пезешкиан назначил Захру Бехруз Азар, известного критика патруля наставления (Гашт-е эршад), на пост вице-президента по делам женщин и семьи. Это назначение было воспринято как сигнал о возможном ослаблении контроля над женской одеждой.
Аналитики отмечают, что при Пезешкиане может произойти существенная либерализация внутриполитической жизни, включая появление новых независимых СМИ и снятие запрета на обсуждение некоторых тем. Однако любые изменения в этой сфере будут постепенными и не затронут фундаментальные принципы исламского режима.

### Политика в отношении национальных меньшинств
Особое внимание в своей внутренней политике Пезешкиан уделяет вопросам прав национальных меньшинств, что связано с его собственным происхождением (его отец - азербайджанец, мать - курдянка). Он выступает за расширение языковых прав, включая обучение на курдском, азербайджанском и белуджском языках наряду с персидским. Также Пезешкиан поддерживает развитие прессы и книгоиздательства на языках национальных меньшинств.
Эксперты отмечают, что позиция Пезешкиана по национальному вопросу сыграла важную роль в его победе на выборах, так как помогла мобилизовать голоса азербайджанцев и курдов. Ожидается, что реализация этих инициатив может снизить уровень протестных настроений в регионах с преимущественно нетитульным населением.

### Экономическая политика
Экономическая программа Пезешкиана направлена на преодоление кризиса, вызванного международными санкциями и неэффективным управлением. Одним из ключевых приоритетов является борьба с коррупцией и повышение эффективности государственного аппарата. В отличие от своих предшественников, против Пезешкиана и его семьи нет обвинений в коррупции, что усиливает его позиции как реформатора.
Важным направлением экономической политики стало развитие энергетического сектора. Пезешкиан лично посещал Министерство нефти, подчеркивая важность стабильных поставок энергии и борьбы с контрабандой топлива. Он также выступает за увеличение инвестиций в нефтяную промышленность и развитие инфраструктуры для производства чистой энергии, включая ускорение строительства солнечных электростанций.

### Религиозная политика и гражданская свобода
Несмотря на реформаторские взгляды, Пезешкиан демонстрирует лояльность по отношению к духовному лидеру и исламским институтам. Он поддерживает Исламский революционный корпус (КСИР), называя его «причиной сохранения единства страны». В то же время, Пезешкиан критиковал методы подавления протестов в 2009 и 2022 годах, ссылаясь на слова Али ибн Абу Талиба о том, что с людьми нельзя обращаться «как с дикими животными».
Ожидается, что при Пезешкиане может произойти некоторое смягчение религиозных ограничений, но без радикального отхода от исламских норм. Как отмечают эксперты, любые изменения в этой сфере будут происходить постепенно и с учетом мнения религиозных институтов.

### Административные реформы и формирование правительства
Формирование кабинета министров стало важным тестом для Пезешкиана. 21 августа 2024 года меджлис выразил доверие всем 19 членам предложенного им правительства, что считается редким случаем в истории Исламской Республики. Состав кабинета отражает стремление Пезешкиана к балансу: около 40% министров близки к консервативным или неоконсервативным фракциям.
Примечательно, что процесс формирования правительства проходил под активным контролем Верховного лидера Хаменеи. Как признал сам Пезешкиан, все министры были одобрены Хаменеи, а в некоторых случаях лидер лично вмешивался в процесс назначений. Это свидетельствует о том, что, несмотря на реформаторские настроения, Пезешкиан действует в рамках, установленных существующей политической системой.

### Политика в области здравоохранения и образования
Имея профессиональное образование кардиохирурга и опыт работы министром здравоохранения (2001-2005), Пезешкиан уделяет особое внимание реформированию системы здравоохранения. Ожидается, что его администрация будет работать над улучшением доступности медицинских услуг и модернизацией инфраструктуры здравоохранения.
В сфере образования Пезешкиан поддерживает расширение преподавания языков национальных меньшинств и развитие высшего образования. Он также выступает за повышение качества научных исследований и укрепление связи между университетами и производством.

### Реакции на протестные движения (2022—2023)
Позиция Пезешкиана в отношении протестных движений остается сбалансированной. С одной стороны, он критиковал жесткие методы подавления протестов в прошлом, с другой — подчеркивает важность стабильности и единства страны. Во время войны с Израилем в 2025 году Пезешкиан неоднократно подчеркивал значение национального единства как фактора победы.
Аналитики отмечают, что либеральные инициативы Пезешкиана, включая смягчение социальных ограничений и расширение прав меньшинств, могут способствовать снижению протестной активности в долгосрочной перспективе. Однако радикальных изменений в методах взаимодействия власти с оппозицией не ожидается.

### Взаимодействие с другими ветвями власти
Как президент, Пезешкиан вынужден находить баланс между своими реформаторскими устремлениями и консервативным большинством в парламенте и других институтах власти. Его успех в получении вотума доверия всему кабинету министров объясняется не только личными качествами, но и активной поддержкой со стороны Верховного лидера.
Особое внимание уделяется отношениям с Корпусом стражей исламской революции (КСИР). Пезешкиан демонстрирует лояльность к этой организации, что позволяет ему сохранять определенную свободу действий в других сферах. Во время одного из выступлений он даже надел форму КСИР, подчеркивая свою поддержку.

## Внешняя политика

### Общие принципы и стратегия
С момента вступления в должность 28 июля 2024 года внешняя политика Масуда Пезешкиана основывается на концепции «гибкости и адаптивности», направленной на снижение международной изоляции Ирана и достижение баланса в отношениях как с Востоком, так и с Западом. В своей статье «Моё послание новому миру», опубликованной в Tehran Times, Пезешкиан обозначил ключевые направления: укрепление связей с соседними странами, развитие стратегического партнёрства с Россией и Китаем, а также поиск возможностей для диалога с западными государствами.
При этом, несмотря на реформаторские взгляды, Пезешкиан подчеркивает приверженность курсу верховного лидера Али Хаменеи, что ограничивает радикальные изменения во внешнеполитическом курсе Ирана. Основные решения в сфере стратегической безопасности, включая ядерную программу и отношения с США, принимаются Высшим советом национальной безопасности при участии Корпуса стражей исламской революции (КСИР), тогда как президент сосредоточен на экономической и дипломатической реализации этих решений.  

### Ядерная программа и отношения с Западом
Одним из приоритетов администрации Пезешкиана стало возобновление переговоров по Совместному всеобъемлющему плану действий (СВПД), поскольку отмена санкций рассматривается как необходимое условие для экономического роста. В отличие от своего предшественника Ибрахима Раиси, Пезешкиан выразил готовность к компромиссам с Западом, но настаивает на синхронных уступках: снятие санкций в обмен на поэтапное возвращение Ирана к условиям сделки.
Однако возобновление СВПД осложняется несколькими факторами:
1. Истечение срока резолюции СБ ООН по ядерной сделке в октябре 2025 года, после чего её восстановление станет практически невозможным[21];
2. Усиление сотрудничества Ирана с Россией и Китаем, что снижает заинтересованность Тегерана в уступках Западу[21];
3. Политическая нестабильность в США, где новая администрация может изменить подход к переговорам[21].

В июне 2025 года, после израильских ударов по иранским ядерным объектам, Пезешкиан заявил, что готовность Вашингтона к диалогу зависит от прекращения «региональной агрессии Израиля».

### Отношения с Россией и Китаем
Пезешкиан рассматривает Россию как ключевого стратегического партнёра, особенно в контексте участия Ирана в БРИКС и Шанхайской организации сотрудничества (ШОС). В рамках экономического сотрудничества стороны развивают проекты в энергетике, транспортной инфраструктуре и военно-технической сфере.
Китай, в свою очередь, остаётся важным экономическим союзником, несмотря на критику со стороны иранских консерваторов, опасающихся чрезмерной зависимости от Пекина.

### Региональная политика: Ближний Восток и «ось сопротивления»
Вопреки ожиданиям некоторых аналитиков, Пезешкиан не отказался от поддержки «оси сопротивления» (ХАМАС, «Хезболла», хуситы), заявив о «неограниченной помощи палестинскому народу». В октябре 2024 года Иран нанёс ракетные удары по Израилю в ответ на ликвидацию лидеров прокси-групп, что подтвердило преемственность курса Раиси в региональных конфликтах.
Одновременно Пезешкиан предпринял шаги для снижения напряжённости с арабскими монархиями Персидского залива, включая диалог с ОАЭ и Саудовской Аравией.

### Отношения с Азербайджаном и Турцией
Азербайджанское происхождение Пезешкиана повлияло на его подход к отношениям с Турцией и Азербайджаном. Он выступает за урегулирование спорных вопросов, таких как Зангезурский коридор, но без ущерба для интересов Ирана.

## Критика
Президентство Масуда Пезешкиана, начавшееся 28 июля 2024 года, сопровождалось значительной критикой как внутри Ирана, так и на международной арене. Его политика, балансирующая между реформаторскими устремлениями и давлением консервативных кругов, вызвала поляризацию мнений. Основные направления критики касаются его внешнеполитических инициатив, реакции на военные конфликты, а также внутренних реформ.

### Критика со стороны консервативных кругов

#### Готовность к переговорам с США
Одним из наиболее спорных аспектов политики Пезешкиана стала его готовность к диалогу с США, несмотря на военные столкновения. В июне 2025 года, после серии авиаударов Израиля и США по иранским ядерным объектам (Фордо, Исфахан, Натанз), Пезешкиан в интервью американскому журналисту Такеру Карлсону заявил, что Иран не против возобновления переговоров при условии восстановления доверия.
Это вызвало резкую реакцию консервативных СМИ, близких к Верховному лидеру Али Хаменеи. Газета Kayhan, редактор которой назначается лично Хаменеи, назвала заявление Пезешкиана «наивным», напомнив, что США и Израиль использовали переговоры как прикрытие для подготовки атак. Издание Javan упрекнуло президента в «излишней мягкости», отметив, что его риторика не отражает народный гнев и недоверие к Вашингтону.
24 депутата иранского парламента подписали открытое письмо, обвинив Пезешкиана в «демонстрации слабости» перед страной, которая участвовала в бомбардировках Ирана.

#### Обвинения в уступках Запада
Консерваторы также критиковали Пезешкиана за его реформистскую программу, включавшую обещания улучшить отношения с Западом и смягчить социальные ограничения, такие как обязательный хиджаб.
Его интервью Карлсону стало первым за долгое время обращением иранского лидера к западной аудитории, что вызвало обвинения в «попустительстве пропаганде».

### Критика в связи с военной эскалацией между Ираном и Израилем
В июне 2025 года Израиль начал масштабную военную операцию против Ирана, включая авиаудары по ядерным и военным объектам, а также попытку покушения на Пезешкиана. 15 июня во время заседания Высшего совета национальной безопасности израильские ракеты поразили подземный комплекс в Тегеране, где находился президент. Пезешкиан получил легкое ранение в ногу при эвакуации.
Несмотря на это, его последующие заявления о готовности к диалогу с США были восприняты частью иранского истеблишмента как признак слабости. Консервативные круги утверждали, что вместо переговоров Иран должен был ужесточить свою позицию.

#### Обвинения в недостаточной защите ядерной программы
После ударов по ядерным объектам Пезешкиан подписал указ о приостановке сотрудничества с МАГАТЭ, обвинив агентство в бездействии. Однако критики сочли этот шаг запоздалым, указывая, что решение должно было быть принято раньше, чтобы предотвратить атаки.

### Международная реакция и обвинения в двойных стандартах

#### Скептицизм в западных СМИ
Интервью Пезешкиана Карлсону вызвало неоднозначную реакцию на Западе. Некоторые эксперты, такие как Джозеф Эпштейн из Института Йорктауна, раскритиковали Карлсона за «мягкие» вопросы, позволившие иранскому президенту избежать обсуждения тем прав человека и поддержки террористических групп. Издания The Guardian и Newsweek выразили сомнения в достоверности заявлений Пезешкиана о попытке покушения со стороны Израиля,  поскольку та официально не подтвердила эту информацию.

#### Обвинения в провокации конфликта с Израилем
Некоторые западные аналитики утверждали, что Пезешкиан, несмотря на свою реформистскую риторику, не смог предотвратить эскалацию военного конфликта с Израилем в 2025 году. В ответ на израильские атаки Иран запустил операцию «Правдивое обещание 3», выпустив сотни ракет и дронов, что привело к гибели 28 человек в Израиле. Критики отмечали, что подобные действия лишь усугубляют конфликт, вместо того чтобы искать дипломатические решения.

### Внутриполитическая критика

#### Обвинения в непоследовательности
Пезешкиан пытался балансировать между реформами и лояльностью Хаменеи, что привело к обвинениям в непоследовательности. Например, он выступал за свободу женщин, но одновременно подчеркивал верность принципам Исламской Республики.

#### Недовольство экономической политикой
Несмотря на обещания смягчить последствия санкций, экономическая ситуация в Иране оставалась сложной. Консерваторы обвиняли его в неспособности добиться отмены ограничений, в то время как реформаторы критиковали недостаточную активность в переговорах с Западом.